# Igreja do Carvalhido
A Igreja Paroquial do Carvalhido de seu nome Igreja do Sagrado Coração de Jesus situa-se na Rua da Prelada, nº122, freguesia de Cedofeita, zona do Carvalhido, na cidade do Porto, em Portugal. Tem auditório e à entrada vê-se uma imagem com o caminho Porto-Jerusalém. É um projecto do arquitecto Luís Cunha. A bênção da primeira pedra deste novo templo aconteceu no dia 30 de Junho de 1967 e dois anos depois, em 1 de Janeiro de 1969, celebrava-se na cripta do novo templo a primeira missa.

## Meios de Transporte
- STCP - 402 Boavista (Bom Sucesso) até paragem Av.França
- STCP - 300/301 Baixa até paragem Praça Exercito Libertador
- Carro - seguir até Rua de Dom António Meireles